# Médaille d'honneur de la protection judiciaire de la jeunesse
La médaille d’honneur de la protection judiciaire de la jeunesse est une décoration civile française créée par le décret du 10 avril 1945, sous l’appellation de « médaille d’honneur de l’éducation surveillée », modifiée par le décret no 2007-668 du 3 mai 2007.

## Description
La Médaille de l’Éducation Surveillée fut créée par le décret du 10 avril 1945 ; ce texte fixant le statut du personnel des services extérieurs de l’Éducation surveillée. D’un modèle proche de la Médaille d’honneur Pénitentiaire, elle ne comportait qu'un seul échelon, l'Argent, décerné pour une ancienneté de quinze années de services. Lorsqu'en 1990, la Direction de la Protection Judiciaire de la Jeunesse se substitua à la Direction de l'Éducation Surveillée, le nom de la médaille évolua et devint Médaille d’honneur de la Protection Judiciaire de la Jeunesse.
Le décret n° 2007-668 du 3 mai 2007, a institué au ministère de la Justice une médaille dénommée Médaille d'honneur de la Protection Judiciaire de la Jeunesse comportant désormais trois échelons : Bronze, Argent et Or.
La médaille d'honneur de la protection judiciaire de la jeunesse est conférée dans la limite d'un contingent annuel fixé par arrêté du garde des sceaux, ministre de la justice. Son attribution donne lieu à la remise d'un diplôme et ouvre droit à une allocation dont le montant est fixé par arrêté du garde des sceaux, ministre de la justice. Les candidatures et propositions sont adressées au ministère de la Justice, par voie hiérarchique, pour les personnels en activité de service.

### Ruban
Largeur de 27 mm.
Amarante avec des chevrons verts de 2 mm et espacés de 7 mm.
Pour la Médaille d’honneur de la Protection Judiciaire de la Jeunesse, amarante avec des chevrons de couleur verte de 2 mm espacés de 10 mm.
Les rubans des échelons Argent et Or sont pourvus d'une rosette dont le diamètre est de 10 millimètres pour la Médaille d'Argent et de 20 millimètres pour la Médaille d'Or.

| Bronze | Argent | Or |
| ------ | ------ | -- |
|        |        |    |
|        |        |    |